# Tragédie lyrique

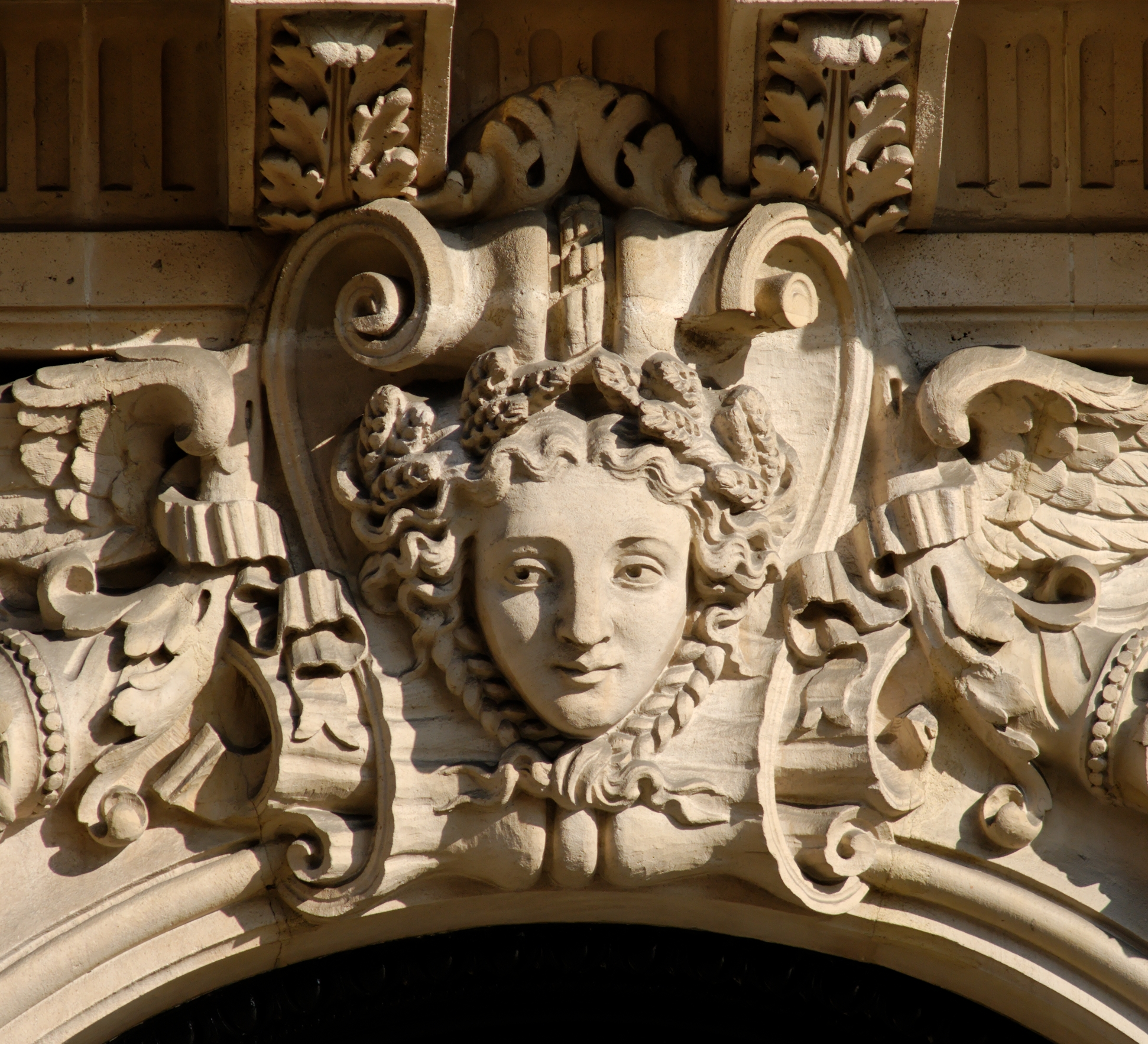
Òpera de París

La tragèdia lírica (en francès tragédie lyrique o tragédie en musique) és el tipus d'òpera francesa més important en el període que abasta des de Jean-Baptiste Lully fins a Rameau (1683-1764). Es pot distingir per la seva estructura en cinc actes i per la intensitat dramàtica i la serietat de la música. Durant el segle xviii la tragèdia lírica va influenciar la reforma operística de Jommelli, Traetta i Gluck. Habitualment, la tragèdia lírica anava precedida per un pròleg amb una funció política: focalitzar l'atenció en el monarca (Lluís XIV). Així eren mostrats al públic un seguit d'esdeveniments —verídics o imaginaris— relacionats amb la figura reial. Cal remarcar la unitat dramàtica que aconsegueix Lully en integrar gèneres anteriors, com ara la comèdia o el ballet. A més, destaca l'ús d'escenografies sovint amb artificis mecànics.
Durant els vuitanta-cinc anys d'existència, el terme «tragèdia lírica» va ser emprat rarament per llibretistes o compositors. Gairebé tots els llibrets impresos abans de 1760 fan servir l'expressió tragédie o tragédie en musique. El mateix ocorre amb les composicions, amb variants com ara tragédie mise en musique.
Uns anys després de prendre el control de l'Académie Royale de Musique i, en conseqüència, d'adquirir el monopoli de l'òpera francesa, Jean-Baptiste Lully va escriure la seva primera tragèdia, Cadmus et Hermione (1673). A partir d'aquí, va completar tretze tragèdies, totes excepte dues amb llibret de Philippe Quinault, amb la qual cosa va establir les característiques del gènere al llarg de gairebé cent anys.